# Белинский сельский совет
Белинский сельский совет (укр. Бєлінська сільська рада, крымскотат. Palapan köy şurası) — административно-территориальная единица в Ленинском районе АР Крым Украины (фактически до 2014 года; ранее до 1991 года — в составе Крымской области УССР в СССР, до 1954 года — в составе Крымской области РСФСР в СССР). Находился на Керченском полуострове, на севере выходил к побережью Казантипского залива Азовского моря. Население по переписи 2001 года — 1224 человека, площадь сельсовета 50 км².
К 2014 году состоял из 6 сёл:
- Белинское
- Верхнезаморское
- Золотое
- Нижнезаморское
- Новоотрадное
- Станционное

## История
Белинский сельсовет был образован в 1950-х годах и на 15 июня 1960 года в составе совета числились следующие населённые пункты:

| - Белинское - Верхнезаморское - Державино | - Золотое - Нижнезаморское - Новоотрадное |

К 1968 году в состав совета передано Станционное, в том же году было упразднено Державино и совет обрёл современный состав.
С 12 февраля 1991 года сельсовет в восстановленной Крымской АССР, 26 февраля 1992 года переименованной в Автономную Республику Крым. С 21 марта 2014 года в составе Крыма аннексирован Россией. Законом «Об установлении границ муниципальных образований и статусе муниципальных образований в Республике Крым» от 4 июня 2014 года территория административной единицы была объявлена муниципальным образованием со статусом сельского поселения.